# Live Your Life Be Free (singolo)
Live Your Life Be Free è un singolo della cantante statunitense Belinda Carlisle, pubblicato come primo estratto dall'album omonimo dalla Virgin nel 1991.

## Il brano
Gli autori del brano sono Rick Nowels ed Ellen Shipley.
Il brano si è classificato al 12º posto nella UK Singles Chart nel Regno Unito, al n° 11 nella classifica italiana singoli e al 13º posto in Australia nel 1991.

## Video
Il video musicale del brano, diretto da Nick Egan, ha un'ambientazione tipicamente anni '50. Mostra immagini di Belinda dietro ad uno scooter con un uomo e su una scala con lo stesso attore, alternate alle silhouette di ballerini in diversi colori.

## Tracce
CD Maxi singolo UK
1. Live Your Life Be Free – 4:26 (Ellen Shipley, Rick Nowels)
2. Loneliness Game – 4:33 (Belinda Carlisle, Eric Pressly)
3. Live Your Life Be Free (Club Mix) – 5:32

Vinile 7" UK
1. Live Your Life Be Free – 4:26 (Ellen Shipley, Rick Nowels)
2. Loneliness Game – 4:33 (Belinda Carlisle, Eric Pressly)

## Classifiche
| Classifica (1991)            | Posizione massima |
| ---------------------------- | ----------------- |
| Australia (ARIA)             | 13                |
| Regno Unito (Singles Charts) | 12                |